# Mladen Brestovac
Mladen Brestovac (Zagreb, 27. listopada 1983.) hrvatski je muay thai kickboksač u teškoj kategoriji, koji se bori za „Final Fight Championship”, gdje je trenutni FFC prvak u teškoj kategoriji, i „Glory”. Prethodno se natjecao u „K-1” i „Superkombatu”.
Studirao je na Ekonomskom fakultetu u Zagrebu.
Stručni žiri sastavljen od članova „Fight Channela”, kickboxing trenera i sportskih novinara proglasio ga je 2013. hrvatskim K-1 borcem godine. Mirko Filipović, kao jedan od najboljih hrvatskih kickboksača svih vremena, bio je izvan konkurencije.
„Combat Press” ga je rangirao kao broj 6 teškaša na svijetu između prosinca 2019. i siječnja 2021. „Combat Press” ga je od prosinca 2016. do siječnja 2021. kontinuirano svrstavao u prvih deset teškaša.
Aktivno se borio u borilačkim vještinama od 2002. godine, kada je u Pragu pobijedio Slovaka Miroslava Kasaju nokautom.
Glory 95 u Areni Zagreb 21. rujna 2024. godine bit će mu oproštajna borba. Prije toga posljedni se put borio 12. listopada 2018. kada je u Las Vegasu pobijedio Jhonata Diniz nokautom. Pao je na doping testu zbog tragova meldonija u organizmu. Prošao je bez suspenzije.
U karijeri ima 72 nastupa u kojima je ostvario 57 pobjeda od čega 37 nokautom uz 14 poraza i jedan neriješeni meč.